# Women's National Basketball Association 2006
Women's National Basketball Association 2006 var den tionde säsongen av den amerikanska proffsligan i basket för damer. Säsongen inleddes lördagen den 20 maj och avslutades söndagen den 13 augusti 2006 efter 238 seriematcher. Lagen i samma Conference mötte varandra tre eller fyra gånger, vilket gav totalt 20 omgångar, samt lagen från den andra Conferencen två gånger, vilket gav ytterligare 14 omgångar, totalt 34 matcher. De fyra första lagen i varje Conference gick därefter till slutspel som spelades mellan den 17 augusti och 9 september. Detroit Shock blev mästare för andra gången efter att ha besegrat de regerande mästarna Sacramento Monarchs med 3-2 i finalserien.
Charlotte Sting spelade sin sista säsong i ligan. Den 13 december 2006 överlämnade Bobcats Sport and Entertainments ägare klubben till ligan med hänvisning till dåliga publiksiffror och stora förluster av intäkterna. En investment group från Kansas City visade intresse för att flytta laget till Missouri. Men WNBA ansåg att det var ett dåligt publikintresse för hela ligan och att Kansas City inte kunde garantera att det skulle bli annorlunda där, så efter några månaders förhandlingar meddelade Bobcats den 3 januari 2007 att kampanjen att flytta laget till Kansas City hade misslyckats.
Chicago Sky från Illinois antogs av ligan och blev det första helt nya laget i WNBA sen expanderingen inför säsongen 2000.
All Star-matchen spelades den 12 juli i Madison Square Garden i New York där Eastern besegrade Western med 98-82.

## Grundserien
Not: V = Vinster, F = Förluster, PCT = Vinstprocent
- Lag i GRÖN färg till slutspel.
- Lag i RÖD färg har spelat klart för säsongen.

| Lag                | V  | F  | PCT  |
| ------------------ | -- | -- | ---- |
| Connecticut Sun    | 26 | 8  | .765 |
| Detroit Shock      | 23 | 11 | .676 |
| Indiana Fever      | 21 | 13 | .618 |
| Washington Mystics | 18 | 16 | .529 |
| New York Liberty   | 11 | 23 | .324 |
| Charlotte Sting    | 11 | 23 | .324 |
| Chicago Sky        | 5  | 29 | .147 |

| Lag                      | V  | F  | PCT  |
| ------------------------ | -- | -- | ---- |
| Los Angeles Sparks       | 25 | 9  | .735 |
| Sacramento Monarchs      | 21 | 13 | .618 |
| Houston Comets           | 18 | 16 | .529 |
| Seattle Storm            | 18 | 16 | .529 |
| Phoenix Mercury          | 18 | 16 | .529 |
| San Antonio Silver Stars | 13 | 21 | .382 |
| Minnesota Lynx           | 10 | 24 | .294 |

## Slutspelet
- De fyra bästa lagen från varje Conference gick till slutspelet.
- Conference semifinalerna och conference finalerna avgjordes i bäst av tre matcher.
- WNBA-finalen avgjordes i bäst av fem matcher.

|  | Conference Semifinal Bäst av 3 | Conference Semifinal Bäst av 3 | Conference Semifinal Bäst av 3 |            |    | Conference Final Bäst av 3 | Conference Final Bäst av 3 | Conference Final Bäst av 3 |  |  | WNBA Final Bäst av 5 | WNBA Final Bäst av 5 | WNBA Final Bäst av 5 |  |
|  |                                |                                |                                |            |    |                            |                            |                            |  |  |                      |                      |                      |  |
|  | E1                             | Connecticut                    | 2                              |            |    |                            |                            |                            |  |  |                      |                      |                      |  |
|  | E1                             | Connecticut                    | 2                              |            |    |                            |                            |                            |  |  |                      |                      |                      |  |
|  | E4                             | Washington                     | 0                              |            |    |                            |                            |                            |  |  |                      |                      |                      |  |
|  | E4                             | Washington                     | 0                              |            | E1 | Connecticut                | 1                          |                            |  |  |                      |                      |                      |  |
|  | Eastern Conference             |                                |                                |            | E1 | Connecticut                | 1                          |                            |  |  |                      |                      |                      |  |
|  |                                |                                | E2                             | Detroit    | 2  |                            |                            |                            |  |  |                      |                      |                      |  |
|  | E2                             | Detroit                        | E2                             | Detroit    | 2  | 2                          |                            |                            |  |  |                      |                      |                      |  |
|  | E2                             | Detroit                        |                                |            |    |                            |                            |                            |  |  |                      |                      |                      |  |
|  | E3                             | Indiana                        | 0                              |            |    |                            |                            |                            |  |  |                      |                      |                      |  |
|  | E3                             | Indiana                        | 0                              |            | E2 | Detroit                    | 3                          |                            |  |  |                      |                      |                      |  |
|  |                                |                                |                                |            |    |                            |                            |                            |  |  |                      |                      |                      |  |
|  |                                |                                | W2                             | Sacramento | 2  |                            |                            |                            |  |  |                      |                      |                      |  |
|  | W1                             | Los Angeles                    | W2                             | Sacramento | 2  | 2                          |                            |                            |  |  |                      |                      |                      |  |
|  | W1                             | Los Angeles                    |                                |            |    |                            |                            |                            |  |  |                      |                      |                      |  |
|  | W4                             | Seattle                        | 1                              |            |    |                            |                            |                            |  |  |                      |                      |                      |  |
|  | W4                             | Seattle                        | 1                              |            | W1 | Los Angeles                | 0                          |                            |  |  |                      |                      |                      |  |
|  | Western Conference             |                                |                                |            | W1 | Los Angeles                | 0                          |                            |  |  |                      |                      |                      |  |
|  |                                |                                | W2                             | Sacramento | 2  |                            |                            |                            |  |  |                      |                      |                      |  |
|  | W2                             | Sacramento                     | W2                             | Sacramento | 2  | 2                          |                            |                            |  |  |                      |                      |                      |  |
|  | W2                             | Sacramento                     |                                |            |    |                            |                            |                            |  |  |                      |                      |                      |  |
|  | W3                             | Houston                        | 0                              |            |    |                            |                            |                            |  |  |                      |                      |                      |  |

### WNBA-final
Detroit Shock vs Sacramento Monarchs
| Match   | Datum       | Hemmalag   | Bortalag   | Resultat |
| ------- | ----------- | ---------- | ---------- | -------- |
| Match 1 | 30 augusti  | Detroit    | Sacramento | 71 - 95  |
| Match 2 | 1 september | Detroit    | Sacramento | 73 - 63  |
| Match 3 | 3 september | Sacramento | Detroit    | 89 - 69  |
| Match 4 | 6 september | Sacramento | Detroit    | 52 - 72  |
| Match 5 | 9 september | Detroit    | Sacramento | 80 - 75  |

Detroit Shock vann finalserien med 3-2 i matcher